# Ligue A w piłce siatkowej mężczyzn (2022/2023)
Ligue A w piłce siatkowej mężczyzn 2022/2023 – 84. sezon mistrzostw Francji w piłce siatkowej zorganizowany przez Ligue Nationale de Volley (LNV) pod egidą Francuskiego Związku Piłki Siatkowej (Fédération Française de Volley-Ball, FFVB). Zainaugurowany został 30 września 2022 roku i trwał do 13 maja 2023 roku.
W Ligue A w sezonie 2022/2023 uczestniczyło 14 drużyn. Do najwyższej klasy rozgrywkowej dołączył klub Saint-Nazaire VBA.
Rozgrywki składały się z fazy zasadniczej, fazy play-off o mistrzostwo Francji oraz fazy play-off o 5. miejsce w europejskich pucharach. W fazie zasadniczej drużyny rozegrały między sobą po dwa spotkania. Osiem najlepszych zespołów awansowało do fazy play-off, która wyłoniła mistrza Francji. Obejmowała ona ćwierćfinały, półfinały i finały.
Po raz dziewiąty mistrzem Francji został Tours VB, który w finałach fazy play-off pokonał Chaumont VB 52 Haute-Marne. Do Ligue B spadł klub Cambrai Volley.

## System rozgrywek
Ligue A w sezonie 2022/2023 składała się z fazy zasadniczej, fazy play-off o mistrzostwo Francji oraz fazy play-off o 5. miejsce w europejskich pucharach.

### Faza zasadnicza
W fazie zasadniczej uczestniczyło 14 drużyn. Rozegrały one ze sobą po dwa spotkania systemem kołowym (każdy z każdym – mecz u siebie i rewanż na wyjeździe). Osiem najlepszych drużyn fazy zasadniczej awansowało do fazy play-off o mistrzostwo Francji, natomiast te, które zajęły miejsca 9-10 – do fazy play-off o 5. miejsce w europejskich pucharach. Pozostałe drużyny zakończyły swój udział w rozgrywkach. Drużyna, która zajęła 14. miejsce, spadła do Ligue B.

### Faza play-off o mistrzostwo Francji
Faza play-off o mistrzostwo Francji składała się z ćwierćfinałów, półfinałów i finałów.
Ćwierćfinały

W ćwierćfinałach grały drużyny, które w fazie zasadniczej zajęły w tabeli miejsca od 1 do 8. Ćwierćfinałowe pary utworzone zostały według klucza: 1-8; 2-7; 3-6; 4-5. Rywalizacja toczyła się do trzech zwycięstw. Gospodarzem pierwszego, drugiego i piątego meczu był zespół, który w fazie zasadniczej zajął wyższe miejsce, natomiast trzeciego i czwartego – ten, który w fazie zasadniczej zajął niższe miejsce. Zwycięzcy w parach awansowali do półfinałów, przegrani natomiast trafili do fazy play-off o 5. miejsce w europejskich pucharach.
Półfinały

W półfinałach grali zwycięzcy z poszczególnych par ćwierćfinałowych. Pierwszą parę półfinałową utworzył zwycięzca w parze 1-8 ze zwycięzcą w parze 4-5, drugą natomiast – zwycięzca w parze 2-7 ze zwycięzcą w parze 3-6. Rywalizacja toczyła się do dwóch zwycięstw ze zmianą gospodarza po każdym meczu. Gospodarzem pierwszego spotkania był zespół, który w fazie zasadniczej zajął wyższe miejsce. Zwycięzcy w parach awansowali do finałów, przegrani natomiast zakończyli udział w rozgrywkach.
Finały

O tytuł mistrzowski grali zwycięzcy w parach półfinałowych. Rywalizacja toczyła się w formie dwumeczu. Gospodarzem pierwszego spotkania był zespół, który w fazie zasadniczej zajął niższe miejsce. Jeżeli oba zespoły wygrały po jednym spotkaniu, o tym, kto zdobył mistrzostwo Francji, decydował tzw. złoty set grany do 15 punktów z dwoma punktami przewagi jednej z drużyn.

### Faza play-off o 5. miejsce w europejskich pucharach
W fazie play-off o 5. miejsce w europejskich pucharach uczestniczyły drużyny, które przegrały rywalizację w ćwierćfinałowych parach oraz te, które w fazie zasadniczej zajęły miejsca 9-10. Rozgrywają one między sobą po jednym meczu w ramach mini-turnieju. Cztery najlepsze zespoły uzyskały awans do półfinałów. Pary półfinałowe powstały według klucza: 1-4; 2-3. W ramach pary o awansie decydowało jedno spotkanie. Gospodarzem meczu była drużyna, która w mini-turnieju zajęła wyższe miejsce. Zwycięzcy półfinałów rozegrały jeden mecz finałowy decydujący o uzyskaniu prawa gry w europejskich pucharach. Gospodarzem spotkania był zespół, który w mini-turnieju zajął wyższe miejsce.

### Klasyfikacja końcowa
Zwycięzca fazy play-off zajmuje 1. miejsce w klasyfikacji końcowej i zdobywa tytuł mistrza Francji. Pozostałe pozycje w klasyfikacji końcowej (tj. 2-14) zostają ustalone na podstawie tabeli fazy zasadniczej.

### Podział miejsc w europejskich pucharach
Miejsca w europejskich pucharach zostają przyznane zgodnie z poniższym kluczem:
- Liga Mistrzów: (1) mistrz Francji oraz (2) zespół, który zajął 1. miejsce w fazie zasadniczej;
- Puchar CEV: (1) zdobywca Pucharu Francji oraz (2) finalista fazy play-off;
- Puchar Challenge: zwycięzca fazy play-off o 5. miejsce w europejskich pucharach.

Jeśli mistrz Francji zajął również 1. miejsce w fazie zasadniczej, wówczas miejsca w europejskich pucharach zostają przyznane zgodnie z poniższym kluczem:
- Liga Mistrzów: (1) mistrz Francji oraz (2) finalista fazy play-off;
- Puchar CEV: (1) zdobywca Pucharu Francji oraz (2) zespół, który zajął 2. miejsce w fazie zasadniczej;
- Puchar Challenge: zwycięzca fazy play-off o 5. miejsce w europejskich pucharach.

W przypadku kumulacji tytułów przez jeden zespół, miejsca w europejskich pucharach zostają przyznane na podstawie tabeli fazy zasadniczej.

## Drużyny uczestniczące
| | Ligue A 2022/2023            |    |     |
| --- | ---------------------------- | -- | --- |
| MTP | Montpellier HSC VB           | 1  | LM  |
| TOU | Tours VB                     | 2  | LM  |
| CHM | Chaumont VB 52 Haute-Marne   | 3  | CEV |
| NAR | Narbonne Volley              | 4  | CEV |
| SÈT | Arago de Sète                | 5  | CEV |
| PAR | Paris Volley                 | 6  |     |
| TRC | Tourcoing LM                 | 7  |     |
| NIC | Nice VB                      | 8  |     |
| POI | Stade Poitevin Poitiers      | 9  |     |
| TLS | Spacer’s de Toulouse         | 10 |     |
| CAM | Cambrai Volley               | 11 |     |
| PLR | Plessis Robinson Volley Ball | 12 |     |
| NAN | Nantes Rezé MV               | 13 |     |
| | Awans z Ligue B              |    |     |
| SNZ | Saint-Nazaire VBA            | 1  |     |
| Oznaczenia: - kolumna pierwsza – skróty nazw drużyn wpisane na mapie (jeśli ta została zamieszczona), - kolumna trzecia – miejsce zajęte przez daną drużynę w poprzednim sezonie. |                              |    |     |

## Faza zasadnicza

### Tabela wyników
| Gospodarz \ Gość1            | MTP | TOU | CHM | NAR | SÈT | PAR | TRC | NIC | POI | TLS | CAM | PLR | NAN | SNZ |
| ---------------------------- | --- | --- | --- | --- | --- | --- | --- | --- | --- | --- | --- | --- | --- | --- |
| Montpellier HSC VB           | -   | 1:3 | 2:3 | 0:3 | 3:1 | 3:2 | 1:3 | 3:1 | 2:3 | 3:0 | 3:0 | 3:0 | 2:3 | 1:3 |
| Tours VB                     | 3:0 | -   | 1:3 | 2:3 | 3:0 | 3:0 | 3:2 | 3:0 | 3:0 | 2:3 | 3:0 | 3:0 | 3:0 | 3:1 |
| Chaumont VB 52 Haute-Marne   | 3:0 | 0:3 | -   | 3:1 | 3:1 | 3:0 | 3:0 | 3:0 | 3:0 | 3:0 | 3:0 | 3:0 | 2:3 | 3:1 |
| Narbonne Volley              | 3:2 | 0:3 | 2:3 | -   | 3:2 | 3:1 | 2:3 | 3:0 | 3:2 | 0:3 | 3:0 | 3:0 | 0:3 | 0:3 |
| Arago de Sète                | 3:2 | 3:1 | 3:1 | 2:3 | -   | 3:0 | 2:3 | 3:2 | 2:3 | 3:0 | 3:1 | 2:3 | 3:1 | 3:0 |
| Paris Volley                 | 3:0 | 1:3 | 1:3 | 1:3 | 3:0 | -   | 2:3 | 3:2 | 3:0 | 3:1 | 3:1 | 1:3 | 0:3 | 0:3 |
| Tourcoing LM                 | 3:0 | 1:3 | 3:2 | 0:3 | 0:3 | 3:0 | -   | 3:0 | 3:1 | 3:0 | 3:0 | 1:3 | 2:3 | 3:1 |
| Nice VB                      | 1:3 | 2:3 | 3:1 | 3:0 | 1:3 | 3:2 | 0:3 | -   | 3:2 | 3:2 | 3:0 | 3:1 | 1:3 | 1:3 |
| Stade Poitevin Poitiers      | 0:3 | 3:0 | 3:2 | 1:3 | 3:2 | 1:3 | 1:3 | 3:0 | -   | 3:0 | 3:0 | 3:2 | 2:3 | 1:3 |
| Spacer’s de Toulouse         | 1:3 | 0:3 | 3:2 | 1:3 | 3:2 | 1:3 | 3:1 | 3:1 | 3:0 | -   | 3:1 | 1:3 | 0:3 | 3:0 |
| Cambrai Volley               | 1:3 | 1:3 | 1:3 | 1:3 | 0:3 | 3:0 | 1:3 | 2:3 | 2:3 | 3:1 | -   | 2:3 | 0:3 | 1:3 |
| Plessis Robinson Volley Ball | 3:1 | 3:2 | 1:3 | 1:3 | 1:3 | 1:3 | 1:3 | 1:3 | 3:2 | 3:2 | 3:1 | -   | 1:3 | 0:3 |
| Nantes Rezé MV               | 1:3 | 0:3 | 3:0 | 0:3 | 3:1 | 3:0 | 3:2 | 3:0 | 2:3 | 3:1 | 3:2 | 3:0 | -   | 3:0 |
| Saint-Nazaire VBA            | 1:3 | 0:3 | 3:1 | 3:2 | 3:0 | 2:3 | 3:2 | 3:1 | 3:0 | 3:2 | 3:0 | 3:1 | 0:3 | -   |

Źródło: LNV – Data Project (fr.)
1 Drużyna gospodarzy jest wymieniona po lewej stronie tabeli.
Kolory:
  zwycięstwo gospodarzy 3:0 lub 3:1
  zwycięstwo gospodarzy 3:2
  zwycięstwo gości 3:0 lub 3:1
  zwycięstwo gości 3:2

### Terminarz i wyniki spotkań
| Data        | Godz. | Gospodarz                    | Rezultat                                | Gość                         | Widzów | MVP                         |
| ----------- | ----- | ---------------------------- | --------------------------------------- | ---------------------------- | ------ | --------------------------- |
| 1. KOLEJKA  |       |                              |                                         |                              |        |                             |
| 30.09.2022  | 20:00 | Montpellier HSC VB           | 1:3 (17:25, 25:22, 22:25, 19:25)        | Saint-Nazaire VBA            | 885    | Helder Spencer              |
| 01.10.2022  | 19:00 | Nice VB                      | 2:3 (22:25, 25:23, 25:22, 21:25, 17:19) | Tours VB                     | 624    | Lilian Le Meur              |
| 01.10.2022  | 19:30 | Stade Poitevin Poitiers      | 1:3 (23:25, 24:26, 25:20, 22:25)        | Narbonne Volley              | 1275   | Danilo Gelinski             |
| 01.10.2022  | 19:30 | Arago de Sète                | 2:3 (19:25, 25:17, 25:20, 17:25, 11:15) | Tourcoing LM                 | 0      | Jay Blankenau               |
| 01.10.2022  | 20:00 | Chaumont VB 52 Haute-Marne   | 3:0 (25:21, 25:23, 25:15)               | Plessis Robinson Volley Ball | 1057   | Patrik Indra                |
| 01.10.2022  | 20:00 | Nantes Rezé MV               | 3:0 (25:17, 28:26, 25:14)               | Paris Volley                 | 3227   | Tomás López                 |
| 01.10.2022  | 20:00 | Cambrai Volley               | 3:1 (27:25, 25:22, 21:25, 28:26)        | Spacer’s de Toulouse         | 752    | Yago Dutra                  |
| 2. KOLEJKA  |       |                              |                                         |                              |        |                             |
| 06.10.2022  | 19:00 | Narbonne Volley              | 2:3 (19:25, 25:19, 21:25, 25:21, 9:15)  | Tourcoing LM                 | 1400   | Thibault Loubeyre           |
| 06.10.2022  | 19:30 | Arago de Sète                | 3:1 (16:25, 25:18, 25:17, 25:23)        | Nantes Rezé MV               | 0      | Romain Devèze               |
| 07.10.2022  | 20:00 | Tours VB                     | 1:3 (20:25, 19:25, 25:23, 16:25)        | Chaumont VB 52 Haute-Marne   | 2552   | Patrick Gasman              |
| 08.10.2022  | 18:00 | Spacer’s de Toulouse         | 3:1 (21:25, 25:23, 27:25, 25:23)        | Nice VB                      | 1223   | Antoine Pothron             |
| 08.10.2022  | 19:00 | Plessis Robinson Volley Ball | 3:1 (22:25, 25:19, 25:22, 25:23)        | Cambrai Volley               | 650    | Samuel Jeanlys              |
| 08.10.2022  | 20:00 | Paris Volley                 | 3:0 (26:24, 30:28, 25:22)               | Montpellier HSC VB           |        | Kellian Paes                |
| 08.10.2022  | 20:00 | Saint-Nazaire VBA            | 3:0 (25:21, 25:23, 25:18)               | Stade Poitevin Poitiers      | 1368   | Lourenço Martins            |
| 3. KOLEJKA  |       |                              |                                         |                              |        |                             |
| 14.10.2022  | 20:00 | Montpellier HSC VB           | 1:3 (27:25, 23:25, 20:25, 24:26)        | Tours VB                     | 1277   | Benjamin Diez               |
| 15.10.2022  | 19:00 | Tourcoing LM                 | 3:2 (25:27, 20:25, 25:22, 30:28, 15:11) | Chaumont VB 52 Haute-Marne   | 450    | Ryley Barnes                |
| 15.10.2022  | 19:00 | Nice VB                      | 1:3 (25:23, 23:25, 21:25, 23:25)        | Nantes Rezé MV               | 485    | Chizoba Neves Atu           |
| 15.10.2022  | 19:30 | Stade Poitevin Poitiers      | 3:0 (25:20, 25:20, 25:17)               | Spacer’s de Toulouse         | 1381   | Gabriel Cândido             |
| 15.10.2022  | 20:00 | Saint-Nazaire VBA            | 3:0 (25:20, 25:18, 25:16)               | Arago de Sète                | 1342   | Quinn Isaacson              |
| 15.10.2022  | 20:00 | Cambrai Volley               | 3:0 (25:22, 25:22, 25:20)               | Paris Volley                 | 765    | Ivan Ječmenica              |
| 16.10.2022  | 15:00 | Narbonne Volley              | 3:0 (25:23, 25:22, 28:26)               | Plessis Robinson Volley Ball | 1262   | Willner Rivas               |
| 4. KOLEJKA  |       |                              |                                         |                              |        |                             |
| 20.10.2022  | 20:00 | Spacer’s de Toulouse         | 3:2 (22:25, 25:17, 25:18, 21:25, 15:11) | Arago de Sète                | 1115   | Maximiliano Chirivino       |
| 20.10.2022  | 20:00 | Nantes Rezé MV               | 3:2 (20:25, 25:23, 17:25, 25:15, 15:13) | Cambrai Volley               | 2213   | Anatole Chaboissant         |
| 20.10.2022  | 20:00 | Tours VB                     | 3:1 (20:25, 29:27, 25:15, 25:14)        | Saint-Nazaire VBA            | 2344   | Aboubacar Dramé Neto        |
| 21.10.2022  | 20:00 | Chaumont VB 52 Haute-Marne   | 3:1 (25:22, 25:22, 22:25, 25:20)        | Narbonne Volley              | 1252   | Nathan Wounembaina          |
| 22.10.2022  | 19:00 | Nice VB                      | 1:3 (25:14, 17:25, 21:25, 17:25)        | Montpellier HSC VB           | 590    | Théo Faure                  |
| 22.10.2022  | 19:00 | Plessis Robinson Volley Ball | 1:3 (27:25, 23:25, 21:25, 23:25)        | Paris Volley                 | 785    | Joachim Panou               |
| 23.10.2022  | 17:00 | Tourcoing LM                 | 3:1 (25:21, 23:25, 25:20, 30:28)        | Stade Poitevin Poitiers      |        | Lucas Van Berkel            |
| 5. KOLEJKA  |       |                              |                                         |                              |        |                             |
| 27.10.2022  | 19:30 | Arago de Sète                | 3:2 (21:25, 22:25, 25:23, 25:17, 15:10) | Nice VB                      | 804    | Maximiliano Gauna           |
| 27.10.2022  | 20:00 | Saint-Nazaire VBA            | 3:2 (25:23, 24:26, 21:25, 25:22, 19:17) | Spacer’s de Toulouse         | 1404   | Lourenço Martins            |
| 28.10.2022  | 20:00 | Paris Volley                 | 2:3 (25:23, 17:25, 25:22, 19:25, 11:15) | Tourcoing LM                 | 747    | Ryley Barnes                |
| 29.10.2022  | 19:00 | Narbonne Volley              | 0:3 (21:25, 18:25, 22:25)               | Tours VB                     | 1880   | Aboubacar Dramé Neto        |
| 29.10.2022  | 19:30 | Stade Poitevin Poitiers      | 2:3 (28:30, 25:20, 20:25, 25:19, 10:15) | Nantes Rezé MV               | 1405   | Chizoba Neves Atu           |
| 29.10.2022  | 20:00 | Montpellier HSC VB           | 3:0 (25:20, 28:26, 25:22)               | Plessis Robinson Volley Ball | 957    | Sebastián Closter           |
| 29.10.2022  | 20:00 | Cambrai Volley               | 1:3 (23:25, 41:43, 25:18, 14:25)        | Chaumont VB 52 Haute-Marne   |        | Patrik Indra                |
| 6. KOLEJKA  |       |                              |                                         |                              |        |                             |
| 02.11.2022  | 18:30 | Nantes Rezé MV               | 1:3 (20:25, 24:26, 25:21, 20:25)        | Montpellier HSC VB           | 3213   | Ezequiel Palacios           |
| 02.11.2022  | 20:00 | Plessis Robinson Volley Ball | 3:2 (25:22, 25:21, 23:25, 20:25, 15:12) | Stade Poitevin Poitiers      | 650    | Nohoarii Paofai             |
| 02.11.2022  | 20:00 | Spacer’s de Toulouse         | 1:3 (25:21, 23:25, 22:25, 18:25)        | Narbonne Volley              | 987    | Luca Vettori                |
| 02.11.2022  | 20:00 | Tours VB                     | 3:0 (25:22, 25:22, 26:24)               | Arago de Sète                | 2634   | João Rafael Ferreira        |
| 02.11.2022  | 20:00 | Cambrai Volley               | 1:3 (25:17, 23:25, 22:25, 18:25)        | Tourcoing LM                 | 535    | Moritz Reichert             |
| 02.11.2022  | 20:00 | Chaumont VB 52 Haute-Marne   | 3:1 (25:20, 29:27, 16:25, 27:25)        | Saint-Nazaire VBA            | 1716   | Raphaël Corre               |
| 02.11.2022  | 20:00 | Nice VB                      | 3:2 (25:21, 19:25, 25:22, 22:25, 16:14) | Paris Volley                 | 376    | François Rebeyrol           |
| 7. KOLEJKA  |       |                              |                                         |                              |        |                             |
| 04.11.2022  | 20:00 | Stade Poitevin Poitiers      | 0:3 (21:25, 20:25, 17:25)               | Montpellier HSC VB           | 1354   | Thiago Veloso               |
| 05.11.2022  | 18:00 | Spacer’s de Toulouse         | 0:3 (17:25, 26:28, 21:25)               | Tours VB                     | 1328   | Željko Ćorić                |
| 05.11.2022  | 18:00 | Paris Volley                 | 1:3 (21:25, 18:25, 29:27, 20:25)        | Chaumont VB 52 Haute-Marne   | 938    | Raphaël Corre               |
| 05.11.2022  | 19:30 | Arago de Sète                | 3:1 (19:25, 25:21, 25:18, 25:19)        | Cambrai Volley               | 792    | Cheikh Diop                 |
| 06.11.2022  | 15:00 | Narbonne Volley              | 0:3 (23:25, 22:25, 29:31)               | Nantes Rezé MV               | 1295   | Chizoba Neves Atu           |
| 06.11.2022  | 17:00 | Saint-Nazaire VBA            | 3:1 (19:25, 25:18, 25:23, 25:13)        | Nice VB                      | 1320   | Kyle Ensing                 |
| 06.11.2022  | 17:00 | Tourcoing LM                 | 1:3 (19:25, 25:20, 22:25, 25:27)        | Plessis Robinson Volley Ball | 650    | Samuel Jeanlys              |
| 8. KOLEJKA  |       |                              |                                         |                              |        |                             |
| 11.11.2022  | 20:45 | Nantes Rezé MV               | 3:2 (20:25, 25:19, 25:23, 18:25, 15:10) | Tourcoing LM                 | 2791   | Chizoba Neves Atu           |
| 12.11.2022  | 19:00 | Plessis Robinson Volley Ball | 1:3 (25:23, 22:25, 22:25, 21:25)        | Nice VB                      | 670    | Javier González             |
| 12.11.2022  | 19:00 | Narbonne Volley              | 3:2 (21:25, 25:21, 25:21, 15:25, 15:10) | Arago de Sète                | 1377   | Willner Rivas               |
| 12.11.2022  | 20:00 | Cambrai Volley               | 1:3 (24:26, 25:23, 20:25, 18:25)        | Saint-Nazaire VBA            |        | Kyle Ensing                 |
| 13.11.2022  | 17:00 | Montpellier HSC VB           | 3:0 (25:22, 25:22, 25:23)               | Spacer’s de Toulouse         | 978    | Théo Faure                  |
| 13.11.2022  | 17:00 | Tours VB                     | 3:0 (25:23, 26:24, 25:21)               | Paris Volley                 | 2875   | Michaël Parkinson           |
| 13.11.2022  | 17:00 | Chaumont VB 52 Haute-Marne   | 3:0 (25:21, 25:23, 25:18)               | Stade Poitevin Poitiers      | 1248   | Adrian Aciobăniței          |
| 9. KOLEJKA  |       |                              |                                         |                              |        |                             |
| 18.11.2022  | 20:00 | Saint-Nazaire VBA            | 0:3 (21:25, 23:25, 22:25)               | Nantes Rezé MV               | 1463   | Tomás López                 |
| 19.11.2022  | 18:00 | Spacer’s de Toulouse         | 3:2 (25:20, 26:24, 15:25, 19:25, 15:13) | Chaumont VB 52 Haute-Marne   | 1345   | Antoine Pothron             |
| 19.11.2022  | 19:00 | Nice VB                      | 3:0 (25:23, 25:22, 25:19)               | Cambrai Volley               | 710    | Rodney Ken-Ah-Kong          |
| 19.11.2022  | 19:30 | Stade Poitevin Poitiers      | 3:0 (26:24, 25:18, 25:23)               | Tours VB                     | 1648   | Mohammad Dżawad Manawineżad |
| 20.11.2022  | 16:30 | Arago de Sète                | 2:3 (22:25, 25:23, 27:25, 16:25, 16:18) | Plessis Robinson Volley Ball | 678    | Niko Suihkonen              |
| 20.11.2022  | 17:00 | Tourcoing LM                 | 3:0 (25:16, 25:23, 25:20)               | Montpellier HSC VB           | 1200   | Renan Buiatti               |
| 21.11.2022  | 20:00 | Paris Volley                 | 1:3 (23:25, 22:25, 25:17, 25:27)        | Narbonne Volley              | 500    | Willner Rivas               |
| 10. KOLEJKA |       |                              |                                         |                              |        |                             |
| 25.11.2022  | 20:00 | Tourcoing LM                 | 1:3 (25:23, 17:25, 20:25, 22:25)        | Tours VB                     | 2500   | Aboubacar Dramé Neto        |
| 26.11.2022  | 18:00 | Paris Volley                 | 3:0 (25:16, 25:22, 25:22)               | Stade Poitevin Poitiers      | 550    | Joachim Panou               |
| 26.11.2022  | 19:00 | Plessis Robinson Volley Ball | 0:3 (21:25, 21:25, 23:25)               | Saint-Nazaire VBA            | 560    | Helder Spencer              |
| 26.11.2022  | 20:00 | Narbonne Volley              | 3:0 (25:17, 25:15, 25:22)               | Nice VB                      | 1188   | Luca Vettori                |
| 26.11.2022  | 20:00 | Montpellier HSC VB           | 3:0 (25:20, 25:23, 25:16)               | Cambrai Volley               | 716    | Marin Dukic                 |
| 26.11.2022  | 20:00 | Chaumont VB 52 Haute-Marne   | 3:1 (25:17, 21:25, 25:16, 25:19)        | Arago de Sète                | 1063   | Fabian Plak                 |
| 26.11.2022  | 20:00 | Nantes Rezé MV               | 3:1 (25:21, 25:23, 18:25, 25:21)        | Spacer’s de Toulouse         | 2861   | Moussé Guèye                |
| 11. KOLEJKA |       |                              |                                         |                              |        |                             |
| 02.12.2022  | 20:00 | Spacer’s de Toulouse         | 3:1 (25:19, 25:15, 22:25, 25:19)        | Tourcoing LM                 | 2428   | Daniel Cagliari             |
| 03.12.2022  | 19:00 | Nice VB                      | 3:2 (24:26, 26:24, 25:23, 25:27, 15:13) | Stade Poitevin Poitiers      | 460    | Célestin Cardin             |
| 03.12.2022  | 19:30 | Arago de Sète                | 3:2 (22:25, 25:21, 21:25, 25:22, 17:15) | Montpellier HSC VB           | 821    | Tom Picard                  |
| 03.12.2022  | 20:00 | Saint-Nazaire VBA            | 2:3 (18:25, 23:25, 35:33, 25:21, 12:15) | Paris Volley                 | 1182   | Ibrahim Lawani              |
| 03.12.2022  | 20:00 | Cambrai Volley               | 1:3 (21:25, 22:25, 25:22, 25:27)        | Narbonne Volley              | 480    | Willner Rivas               |
| 03.12.2022  | 20:00 | Nantes Rezé MV               | 3:0 (25:21, 25:20, 25:21)               | Chaumont VB 52 Haute-Marne   | 2069   | Tomás López                 |
| 03.12.2022  | 20:00 | Tours VB                     | 3:0 (25:19, 25:23, 25:23)               | Plessis Robinson Volley Ball | 2892   | José Ademar Santana         |
| 12. KOLEJKA |       |                              |                                         |                              |        |                             |
| 09.12.2022  | 20:00 | Chaumont VB 52 Haute-Marne   | 3:0 (25:22, 28:26, 25:21)               | Montpellier HSC VB           | 1359   | Patrik Indra                |
| 10.12.2022  | 17:00 | Tourcoing LM                 | 3:0 (25:23, 25:22, 29:27)               | Nice VB                      | 250    | Renan Buiatti               |
| 10.12.2022  | 17:30 | Plessis Robinson Volley Ball | 3:2 (19:25, 27:25, 22:25, 25:18, 18:16) | Spacer’s de Toulouse         | 410    | Arsène Ponsin               |
| 10.12.2022  | 17:30 | Stade Poitevin Poitiers      | 3:0 (25:23, 25:21, 25:22)               | Cambrai Volley               | 1281   | Mohammad Dżawad Manawineżad |
| 10.12.2022  | 18:00 | Tours VB                     | 3:0 (30:28, 25:19, 25:19)               | Nantes Rezé MV               | 2322   | Pierre Derouillon           |
| 10.12.2022  | 18:00 | Paris Volley                 | 3:0 (25:16, 25:23, 25:16)               | Arago de Sète                | 520    | Nicolás Méndez              |
| 11.12.2022  | 15:00 | Narbonne Volley              | 0:3 (18:25, 18:25, 23:25)               | Saint-Nazaire VBA            | 1052   | Lourenço Martins            |
| 13. KOLEJKA |       |                              |                                         |                              |        |                             |
| 15.12.2022  | 20:00 | Spacer’s de Toulouse         | 1:3 (22:25, 25:21, 20:25, 16:25)        | Paris Volley                 | 1693   | Ibrahim Lawani              |
| 16.12.2022  | 20:00 | Saint-Nazaire VBA            | 3:2 (22:25, 23:25, 25:15, 25:22, 15:12) | Tourcoing LM                 | 824    | Quinn Isaacson              |
| 17.12.2022  | 19:00 | Plessis Robinson Volley Ball | 1:3 (19:25, 25:23, 22:25, 33:35)        | Nantes Rezé MV               | 710    | Tomás López                 |
| 17.12.2022  | 19:00 | Nice VB                      | 3:1 (22:25, 25:22, 25:22, 25:14)        | Chaumont VB 52 Haute-Marne   | 422    | Wilian Doardo               |
| 17.12.2022  | 19:30 | Arago de Sète                | 2:3 (22:25, 25:17, 16:25, 25:15, 13:15) | Stade Poitevin Poitiers      | 612    | Gabriel Cândido             |
| 17.12.2022  | 20:00 | Cambrai Volley               | 1:3 (22:25, 18:25, 25:19, 21:25)        | Tours VB                     | 369    | João Rafael Ferreira        |
| 17.12.2022  | 20:00 | Montpellier HSC VB           | 0:3 (27:29, 22:25, 22:25)               | Narbonne Volley              | 703    | Jordi Ramón                 |
| 14. KOLEJKA |       |                              |                                         |                              |        |                             |
| 30.12.2022  | 15:00 | Narbonne Volley              | 0:3 (20:25, 18:25, 24:26)               | Spacer’s de Toulouse         | 1380   | Daniel Cagliari             |
| 30.12.2022  | 19:30 | Stade Poitevin Poitiers      | 1:3 (20:25, 18:25, 26:24, 20:25)        | Saint-Nazaire VBA            | 1727   | Quinn Isaacson              |
| 30.12.2022  | 20:00 | Nantes Rezé MV               | 3:0 (25:17, 25:20, 25:17)               | Nice VB                      | 4064   | Pétrus Montes               |
| 30.12.2022  | 20:00 | Tours VB                     | 3:0 (25:18, 25:17, 25:22)               | Montpellier HSC VB           | 3234   | Luciano Palonsky            |
| 30.12.2022  | 20:00 | Chaumont VB 52 Haute-Marne   | 3:0 (25:19, 25:22, 25:23)               | Cambrai Volley               | 1568   | Thales Hoss                 |
| 30.12.2022  | 20:00 | Tourcoing LM                 | 0:3 (18:25, 19:25, 23:25)               | Arago de Sète                | 1200   | Kyle Russell                |
| 15.02.2023  | 20:00 | Paris Volley                 | 1:3 (19:25, 25:22, 18:25, 19:25)        | Plessis Robinson Volley Ball | 650    | Hugo de Leon                |
| 15. KOLEJKA |       |                              |                                         |                              |        |                             |
| 05.01.2023  | 19:30 | Arago de Sète                | 3:0 (30:28, 25:20, 25:17)               | Spacer’s de Toulouse         |        | Derek Epp                   |
| 06.01.2023  | 20:00 | Chaumont VB 52 Haute-Marne   | 0:3 (24:26, 21:25, 20:25)               | Tours VB                     | 1813   | Željko Ćorić                |
| 07.01.2023  | 19:00 | Nice VB                      | 1:3 (25:19, 26:28, 22:25, 22:25)        | Saint-Nazaire VBA            | 523    | Helder Spencer              |
| 07.01.2023  | 19:00 | Plessis Robinson Volley Ball | 1:3 (23:25, 25:22, 10:25, 19:25)        | Tourcoing LM                 | 820    | Ryley Barnes                |
| 07.01.2023  | 20:00 | Cambrai Volley               | 0:3 (21:25, 16:25, 24:26)               | Nantes Rezé MV               | 431    | Chizoba Neves Atu           |
| 07.01.2023  | 20:00 | Montpellier HSC VB           | 3:2 (19:25, 25:21, 25:22, 23:25, 15:12) | Paris Volley                 | 1057   | Théo Faure                  |
| 08.01.2023  | 15:00 | Narbonne Volley              | 3:2 (23:25, 25:18, 25:23, 28:30, 20:18) | Stade Poitevin Poitiers      | 1034   | Luca Ramon                  |
| 16. KOLEJKA |       |                              |                                         |                              |        |                             |
| 13.01.2023  | 20:00 | Saint-Nazaire VBA            | 3:1 (22:25, 25:15, 25:16, 25:16)        | Chaumont VB 52 Haute-Marne   | 1347   | Kyle Ensing                 |
| 14.01.2023  | 18:00 | Paris Volley                 | 3:2 (16:25, 25:18, 25:22, 18:25, 15:11) | Nice VB                      | 807    | Ibrahim Lawani              |
| 14.01.2023  | 18:00 | Spacer’s de Toulouse         | 1:3 (25:18, 23:25, 24:26, 22:25)        | Montpellier HSC VB           | 1502   | Théo Faure                  |
| 14.01.2023  | 19:00 | Tourcoing LM                 | 3:0 (25:19, 25:20, 25:23)               | Cambrai Volley               | 2212   | Moritz Reichert             |
| 14.01.2023  | 19:30 | Stade Poitevin Poitiers      | 3:2 (25:19, 15:25, 21:25, 25:23, 15:11) | Plessis Robinson Volley Ball | 1374   | Aymen Bouguerra             |
| 14.01.2023  | 20:00 | Nantes Rezé MV               | 3:1 (25:18, 23:25, 25:19, 25:23)        | Arago de Sète                | 2134   | Franco Massimino            |
| 15.01.2023  | 17:00 | Tours VB                     | 2:3 (25:21, 27:29, 25:23, 19:25, 12:15) | Narbonne Volley              | 2811   | Willner Rivas               |
| 17. KOLEJKA |       |                              |                                         |                              |        |                             |
| 20.01.2023  | 20:00 | Paris Volley                 | 1:3 (25:22, 19:25, 27:29, 21:25)        | Tours VB                     | 1320   | Michaël Parkinson           |
| 21.01.2023  | 19:00 | Plessis Robinson Volley Ball | 1:3 (24:26, 26:28, 25:19, 21:25)        | Narbonne Volley              | 680    | Danilo Gelinski             |
| 21.01.2023  | 19:30 | Arago de Sète                | 3:0 (25:18, 26:24, 25:8)                | Saint-Nazaire VBA            | 701    | Ardo Kreek                  |
| 21.01.2023  | 20:00 | Montpellier HSC VB           | 1:3 (17:25, 25:19, 23:25, 15:25)        | Tourcoing LM                 | 728    | Thibault Loubeyre           |
| 21.01.2023  | 20:00 | Chaumont VB 52 Haute-Marne   | 3:0 (25:20, 26:24, 25:14)               | Spacer’s de Toulouse         | 1264   | Nathan Wounembaina          |
| 21.01.2023  | 20:00 | Cambrai Volley               | 2:3 (18:25, 25:23, 21:25, 25:16, 17:19) | Nice VB                      | 431    | Célestin Cardin             |
| 21.01.2023  | 20:30 | Nantes Rezé MV               | 2:3 (19:25, 25:18, 25:23, 23:25, 13:15) | Stade Poitevin Poitiers      | 1786   | Mohammad Dżawad Manawineżad |
| 18. KOLEJKA |       |                              |                                         |                              |        |                             |
| 27.01.2023  | 20:00 | Narbonne Volley              | 2:3 (25:16, 26:28, 25:21, 23:25, 11:15) | Chaumont VB 52 Haute-Marne   | 1350   | Nathan Wounembaina          |
| 28.01.2023  | 18:00 | Spacer’s de Toulouse         | 3:1 (25:21, 22:25, 25:22, 25:23)        | Cambrai Volley               | 1600   | Nikołaj Kyrtew              |
| 28.01.2023  | 19:00 | Nice VB                      | 1:3 (25:23, 22:25, 16:25, 23:25)        | Arago de Sète                | 528    | Kyle Russell                |
| 28.01.2023  | 19:30 | Stade Poitevin Poitiers      | 1:3 (23:25, 22:25, 25:23, 16:25)        | Paris Volley                 | 1491   | Nikola Kovačević            |
| 28.01.2023  | 20:00 | Tours VB                     | 3:2 (23:25, 25:21, 25:19, 25:27, 15:13) | Tourcoing LM                 | 2914   | Luciano Palonsky            |
| 28.01.2023  | 20:00 | Saint-Nazaire VBA            | 3:1 (21:25, 25:18, 25:21, 25:18)        | Plessis Robinson Volley Ball | 1258   | Hugo Hamacher               |
| 28.01.2023  | 20:00 | Montpellier HSC VB           | 2:3 (25:23, 25:17, 17:25, 22:25, 9:15)  | Nantes Rezé MV               | 840    | Chizoba Neves Atu           |
| 19. KOLEJKA |       |                              |                                         |                              |        |                             |
| 03.02.2023  | 20:00 | Paris Volley                 | 0:3 (20:25, 17:25, 22:25)               | Saint-Nazaire VBA            | 940    | Helder Spencer              |
| 04.02.2023  | 19:00 | Plessis Robinson Volley Ball | 1:3 (23:25, 25:20, 19:25, 23:25)        | Chaumont VB 52 Haute-Marne   | 680    | Nathan Wounembaina          |
| 04.02.2023  | 19:00 | Tourcoing LM                 | 3:0 (28:26, 25:16, 25:20)               | Spacer’s de Toulouse         | 805    | Moritz Reichert             |
| 04.02.2023  | 19:30 | Arago de Sète                | 3:1 (26:24, 25:15, 22:25, 25:20)        | Tours VB                     | 769    | Romain Devèze               |
| 04.02.2023  | 19:30 | Stade Poitevin Poitiers      | 3:0 (25:21, 25:15, 25:23)               | Nice VB                      | 1304   | Javier Concepción           |
| 04.02.2023  | 20:00 | Cambrai Volley               | 1:3 (18:25, 22:25, 25:23, 18:25)        | Montpellier HSC VB           | 599    | Thiago Veloso               |
| 04.02.2023  | 20:00 | Nantes Rezé MV               | 0:3 (25:27, 19:25, 22:25)               | Narbonne Volley              | 3288   | Luca Vettori                |
| 20. KOLEJKA |       |                              |                                         |                              |        |                             |
| 09.02.2023  | 20:00 | Spacer’s de Toulouse         | 3:0 (25:22, 25:18, 25:23)               | Stade Poitevin Poitiers      | 1936   | Facundo Santucci            |
| 10.02.2023  | 20:00 | Montpellier HSC VB           | 3:1 (32:34, 25:19, 25:18, 25:22)        | Arago de Sète                | 1189   | Thiago Veloso               |
| 11.02.2023  | 19:00 | Nice VB                      | 3:1 (25:20, 25:15, 22:25, 25:23)        | Plessis Robinson Volley Ball | 736    | Rodney Ken-Ah-Kong          |
| 11.02.2023  | 20:00 | Saint-Nazaire VBA            | 0:3 (24:26, 23:25, 21:25)               | Tours VB                     | 1480   | Aboubacar Dramé Neto        |
| 11.02.2023  | 20:00 | Chaumont VB 52 Haute-Marne   | 2:3 (25:20, 24:26, 23:25, 25:18, 13:15) | Nantes Rezé MV               | 1440   | Pétrus Montes               |
| 12.02.2023  | 17:00 | Narbonne Volley              | 3:0 (25:19, 25:23, 25:18)               | Cambrai Volley               | 1164   | Jordi Ramón                 |
| 12.02.2023  | 17:00 | Tourcoing LM                 | 3:0 (25:22, 25:14, 25:20)               | Paris Volley                 | 1015   | Jay Blankenau               |
| 21. KOLEJKA |       |                              |                                         |                              |        |                             |
| 17.02.2023  | 20:30 | Nantes Rezé MV               | 3:0 (25:18, 25:22, 25:13)               | Saint-Nazaire VBA            | 4562   | Chizoba Neves Atu           |
| 18.02.2023  | 18:00 | Paris Volley                 | 3:1 (25:19, 25:21, 23:25, 25:13)        | Spacer’s de Toulouse         | 1000   | Joachim Panou               |
| 18.02.2023  | 19:00 | Nice VB                      | 3:0 (25:23, 25:22, 25:23)               | Narbonne Volley              | 625    | Hugo Mora                   |
| 18.02.2023  | 19:00 | Plessis Robinson Volley Ball | 3:1 (21:25, 25:19, 25:19, 25:19)        | Montpellier HSC VB           | 740    | Nohoarii Paofai             |
| 18.02.2023  | 19:30 | Arago de Sète                | 3:1 (21:25, 26:24, 25:18, 25:23)        | Chaumont VB 52 Haute-Marne   | 792    | Lisandro Zanotti            |
| 18.02.2023  | 19:30 | Stade Poitevin Poitiers      | 1:3 (25:23, 21:25, 27:29, 18:25)        | Tourcoing LM                 | 1516   | Moritz Reichert             |
| 18.02.2023  | 20:00 | Tours VB                     | 3:0 (25:16, 25:20, 25:20)               | Cambrai Volley               | 2159   | Pierre Derouillon           |
| 22. KOLEJKA |       |                              |                                         |                              |        |                             |
| 24.02.2023  | 20:00 | Tours VB                     | 3:0 (25:16, 25:9, 26:24)                | Stade Poitevin Poitiers      | 3086   | João Rafael Ferreira        |
| 25.02.2023  | 18:00 | Spacer’s de Toulouse         | 3:0 (25:22, 25:21, 25:17)               | Saint-Nazaire VBA            | 2653   | Daniel Cagliari             |
| 25.02.2023  | 19:00 | Tourcoing LM                 | 0:3 (16:25, 22:25, 19:25)               | Narbonne Volley              | 1033   | Willner Rivas               |
| 25.02.2023  | 20:00 | Cambrai Volley               | 0:3 (15:25, 18:25, 23:25)               | Arago de Sète                | 531    | Tom Picard                  |
| 25.02.2023  | 20:00 | Chaumont VB 52 Haute-Marne   | 3:0 (25:22, 25:22, 25:23)               | Paris Volley                 | 1221   | Adrian Aciobăniței          |
| 25.02.2023  | 20:00 | Montpellier HSC VB           | 3:1 (25:18, 23:25, 25:22, 25:13)        | Nice VB                      | 756    | Théo Faure                  |
| 25.02.2023  | 20:00 | Nantes Rezé MV               | 3:0 (25:22, 25:17, 25:21)               | Plessis Robinson Volley Ball | 1791   | Anatole Chaboissant         |
| 23. KOLEJKA |       |                              |                                         |                              |        |                             |
| 03.03.2023  | 20:00 | Narbonne Volley              | 3:2 (25:21, 25:22, 14:25, 20:25, 15:6)  | Montpellier HSC VB           | 1779   | Jordi Ramón                 |
| 04.03.2023  | 19:00 | Nice VB                      | 0:3 (22:25, 21:25, 21:25)               | Tourcoing LM                 | 452    | Moritz Reichert             |
| 04.03.2023  | 19:00 | Plessis Robinson Volley Ball | 3:2 (25:21, 23:25, 19:25, 27:25, 15:13) | Tours VB                     | 862    | Niko Suihkonen              |
| 04.03.2023  | 19:30 | Stade Poitevin Poitiers      | 3:2 (25:20, 25:21, 18:25, 23:25, 15:12) | Chaumont VB 52 Haute-Marne   | 1296   | Javier Concepción           |
| 04.03.2023  | 20:00 | Saint-Nazaire VBA            | 3:0 (26:24, 25:14, 25:18)               | Cambrai Volley               | 1020   | Quinn Isaacson              |
| 05.03.2023  | 16:30 | Arago de Sète                | 3:0 (25:18, 25:15, 25:23)               | Paris Volley                 | 588    | Lisandro Zanotti            |
| 05.03.2023  | 17:00 | Spacer’s de Toulouse         | 0:3 (24:26, 20:25, 20:25)               | Nantes Rezé MV               | 1423   | Anatole Chaboissant         |
| 24. KOLEJKA |       |                              |                                         |                              |        |                             |
| 10.03.2023  | 20:00 | Paris Volley                 | 0:3 (23:25, 23:25, 20:25)               | Nantes Rezé MV               | 1160   | Chizoba Neves Atu           |
| 11.03.2023  | 19:30 | Arago de Sète                | 2:3 (14:25, 25:14, 25:22, 18:25, 10:15) | Narbonne Volley              | 789    | Danilo Gelinski             |
| 11.03.2023  | 20:00 | Cambrai Volley               | 2:3 (25:20, 25:21, 24:26, 19:25, 12:15) | Plessis Robinson Volley Ball | 572    | Samuel Jeanlys              |
| 11.03.2023  | 20:00 | Chaumont VB 52 Haute-Marne   | 3:0 (27:25, 25:15, 25:22)               | Nice VB                      | 1574   | Pierre Toledo               |
| 11.03.2023  | 20:00 | Tours VB                     | 2:3 (25:17, 18:25, 25:21, 24:26, 13:15) | Spacer’s de Toulouse         | 3031   | Daniel Cagliari             |
| 11.03.2023  | 20:00 | Montpellier HSC VB           | 2:3 (25:27, 19:25, 25:15, 25:16, 12:15) | Stade Poitevin Poitiers      | 877    | Sergio Noda                 |
| 12.03.2023  | 17:00 | Tourcoing LM                 | 3:1 (24:26, 25:19, 25:23, 25:21)        | Saint-Nazaire VBA            | 1162   | Ryley Barnes                |
| 25. KOLEJKA |       |                              |                                         |                              |        |                             |
| 17.03.2023  | 20:00 | Chaumont VB 52 Haute-Marne   | 3:0 (25:18, 25:19, 25:23)               | Tourcoing LM                 | 1243   | Patrik Indra                |
| 18.03.2023  | 19:00 | Nice VB                      | 3:2 (23:25, 27:25, 18:25, 25:18, 16:14) | Spacer’s de Toulouse         | 722    | Gojko Ćuk                   |
| 18.03.2023  | 19:00 | Plessis Robinson Volley Ball | 1:3 (23:25, 20:25, 25:20, 23:25)        | Arago de Sète                | 921    | Kyle Russell                |
| 18.03.2023  | 20:00 | Cambrai Volley               | 2:3 (25:18, 22:25, 32:30, 25:27, 17:19) | Stade Poitevin Poitiers      | 436    | Clément Diverchy            |
| 18.03.2023  | 20:00 | Saint-Nazaire VBA            | 1:3 (22:25, 25:23, 26:28, 19:25)        | Montpellier HSC VB           | 1048   | Thiago Veloso               |
| 18.03.2023  | 20:00 | Nantes Rezé MV               | 0:3 (21:25, 22:25, 23:25)               | Tours VB                     | 4725   | Željko Ćorić                |
| 19.03.2023  | 17:00 | Narbonne Volley              | 3:1 (25:23, 25:15, 21:25, 25:20)        | Paris Volley                 | 1420   | Jordi Ramón                 |
| 26. KOLEJKA |       |                              |                                         |                              |        |                             |
| 25.03.2023  | 20:00 | Paris Volley                 | 3:1 (26:24, 25:20, 14:25, 25:22)        | Cambrai Volley               | 850    | Kellian Paes                |
| 25.03.2023  | 20:00 | Stade Poitevin Poitiers      | 3:2 (23:25, 25:18, 25:20, 20:25, 17:15) | Arago de Sète                | 1587   | Sergio Noda                 |
| 25.03.2023  | 20:00 | Saint-Nazaire VBA            | 3:2 (23:25, 25:21, 23:25, 26:24, 15:11) | Narbonne Volley              | 1091   | Lourenço Martins            |
| 25.03.2023  | 20:00 | Spacer’s de Toulouse         | 1:3 (25:27, 25:18, 23:25, 23:25)        | Plessis Robinson Volley Ball | 1856   | Niko Suihkonen              |
| 25.03.2023  | 20:00 | Tourcoing LM                 | 2:3 (19:25, 22:25, 25:20, 25:15, 4:15)  | Nantes Rezé MV               | 2172   | Anatole Chaboissant         |
| 25.03.2023  | 20:00 | Tours VB                     | 3:0 (25:21, 25:19, 25:20)               | Nice VB                      | 3106   | Dmytro Teriomenko           |
| 25.03.2023  | 20:00 | Montpellier HSC VB           | 2:3 (25:20, 37:35, 23:25, 18:25, 11:15) | Chaumont VB 52 Haute-Marne   | 1042   | Patrick Gasman              |

### Tabela
| Lp. | Drużyna                      | Pkt   | Mecze | Mecze | Mecze | Rodzaj wyniku | Rodzaj wyniku | Rodzaj wyniku | Rodzaj wyniku | Rodzaj wyniku | Rodzaj wyniku | Sety | Sety | Sety  | Małe punkty | Małe punkty | Małe punkty |
| Lp. | Drużyna                      | Pkt   | M     | W     | P     | 3:0           | 3:1           | 3:2           | 2:3           | 1:3           | 0:3           | wyg. | prz. | stos. | zdob.       | str.        | stos.       |
| --- | ---------------------------- | ----- | ----- | ----- | ----- | ------------- | ------------- | ------------- | ------------- | ------------- | ------------- | ---- | ---- | ----- | ----------- | ----------- | ----------- |
| 1   | Tours VB                     | 61    | 26    | 20    | 6     | 13            | 5             | 2             | 3             | 2             | 1             | 68   | 27   | 2.52  | 2259        | 2063        | 1.1         |
| 2   | Nantes Rezé MV               | 55    | 26    | 20    | 6     | 10            | 4             | 6             | 1             | 2             | 3             | 64   | 34   | 1.88  | 2256        | 2123        | 1.06        |
| 3   | Chaumont VB 52 Haute-Marne   | 53    | 26    | 17    | 9     | 8             | 7             | 2             | 4             | 3             | 2             | 62   | 38   | 1.63  | 2332        | 2216        | 1.05        |
| 4   | Narbonne Volley              | 49    | 26    | 17    | 9     | 6             | 6             | 5             | 3             | 1             | 5             | 58   | 43   | 1.35  | 2301        | 2244        | 1.03        |
| 5   | Tourcoing LM                 | 48    | 26    | 16    | 10    | 6             | 6             | 4             | 4             | 3             | 3             | 59   | 44   | 1.34  | 2307        | 2243        | 1.03        |
| 6   | Saint-Nazaire VBA            | 46    | 26    | 16    | 10    | 6             | 7             | 3             | 1             | 4             | 5             | 54   | 43   | 1.26  | 2235        | 2147        | 1.04        |
| 7   | Arago de Sète                | 44    | 26    | 13    | 13    | 5             | 6             | 2             | 7             | 3             | 3             | 56   | 49   | 1.14  | 2301        | 2274        | 1.01        |
| 8   | Montpellier HSC VB           | 40    | 26    | 12    | 14    | 4             | 7             | 1             | 5             | 4             | 5             | 50   | 51   | 0.98  | 2288        | 2274        | 1.01        |
| 9   | Paris Volley                 | 31    | 26    | 10    | 16    | 3             | 5             | 2             | 3             | 5             | 8             | 41   | 57   | 0.72  | 2172        | 2253        | 0.96        |
| 10  | Stade Poitevin Poitiers      | 30    | 26    | 11    | 15    | 4             | 0             | 7             | 4             | 5             | 6             | 46   | 59   | 0.78  | 2281        | 2391        | 0.95        |
| 11  | Spacer’s de Toulouse         | 27    | 26    | 9     | 17    | 3             | 3             | 3             | 3             | 7             | 7             | 40   | 60   | 0.67  | 2223        | 2303        | 0.97        |
| 12  | Plessis Robinson Volley Ball | 26    | 26    | 10    | 16    | 0             | 5             | 5             | 1             | 9             | 6             | 41   | 63   | 0.65  | 2326        | 2414        | 0.96        |
| 13  | Nice VB                      | 24(2) | 26    | 9     | 17    | 2             | 3             | 4             | 3             | 7             | 7             | 40   | 62   | 0.65  | 2223        | 2345        | 0.95        |
| 14  | Cambrai Volley               | 10    | 26    | 2     | 24    | 1             | 1             | 0             | 4             | 10            | 10            | 24   | 73   | 0.33  | 2107        | 2321        | 0.91        |

Źródło: LNV – Data Project
Punktacja: 3:0 i 3:1 – 3 pkt; 3:2 – 2 pkt; 2:3 – 1 pkt; 1:3 i 0:3 – 0 pkt
Zasady ustalania kolejności: 1. liczba punktów; 2. mniejsza liczba dyscyplinarnie odjętych punktów; 3. liczba zwycięstw; 4. stosunek setów; 5. stosunek małych punktów; 6. bilans w bezpośrednich meczach
Uwagi: (1) Nice VB został ukarany odjęciem 2 punktów za niewypełnienie zobowiązań finansowych.
     faza play-off o mistrzostwo Francji
     faza play-off o 5. miejsce w europejskich pucharach
     spadek do Ligue B

## Faza play-off

### Drabinka
|  |              |                            |              |                            |              |              |              |   |                |           |           |           |           |           |  |  |        |        |        |        |        |
|  | Ćwierćfinały | Ćwierćfinały               | Ćwierćfinały | Ćwierćfinały               | Ćwierćfinały | Ćwierćfinały | Ćwierćfinały |   |                | Półfinały | Półfinały | Półfinały | Półfinały | Półfinały |  |  | Finały | Finały | Finały | Finały | Finały |
|  | Ćwierćfinały | Ćwierćfinały               | Ćwierćfinały | Ćwierćfinały               | Ćwierćfinały | Ćwierćfinały | Ćwierćfinały |   |                | Półfinały | Półfinały | Półfinały | Półfinały | Półfinały |  |  | Finały | Finały | Finały | Finały | Finały |
|  |              |                            |              |                            |              |              |              |   |                |           |           |           |           |           |  |  |        |        |        |        |        |
|  |              |                            |              |                            |              |              |              |   |                |           |           |           |           |           |  |  |        |        |        |        |        |
|  | 1            | Tours VB                   | 3            | 3                          | 3            |              |              |   |                |           |           |           |           |           |  |  |        |        |        |        |        |
|  | 1            | Tours VB                   | 3            | 3                          | 3            |              |              |   |                |           |           |           |           |           |  |  |        |        |        |        |        |
|  | 8            | Montpellier HSC VB         | 1            | 0                          | 1            |              |              |   |                |           |           |           |           |           |  |  |        |        |        |        |        |
|  | 8            | Montpellier HSC VB         | 1            | 0                          | 1            |              |              | 1 | Tours VB       | 3         | 3         |           |           |           |  |  |        |        |        |        |        |
|  |              |                            |              |                            |              |              |              | 1 | Tours VB       | 3         | 3         |           |           |           |  |  |        |        |        |        |        |
|  |              |                            | 5            | Tourcoing LM               | 2            | 1            |              |   |                |           |           |           |           |           |  |  |        |        |        |        |        |
|  | 4            | Narbonne Volley            | 5            | Tourcoing LM               | 2            | 1            | 3            | 0 | 2              | 3         | 1         |           |           |           |  |  |        |        |        |        |        |
|  | 4            | Narbonne Volley            |              |                            |              |              |              |   |                | 3         | 1         |           |           |           |  |  |        |        |        |        |        |
|  | 5            | Tourcoing LM               | 1            | 3                          | 3            | 2            | 3            |   |                |           |           |           |           |           |  |  |        |        |        |        |        |
|  | 5            | Tourcoing LM               | 1            | 3                          | 3            | 2            | 3            |   |                | 1         | Tours VB  | 0         | 3         | 1 (15)    |  |  |        |        |        |        |        |
|  |              |                            |              |                            |              |              |              |   |                |           |           |           |           |           |  |  |        |        |        |        |        |
|  |              |                            | 3            | Chaumont VB 52 Haute-Marne | 3            | 0            | 1 (10)       |   |                |           |           |           |           |           |  |  |        |        |        |        |        |
|  | 2            | Nantes Rezé MV             | 3            | Chaumont VB 52 Haute-Marne | 3            | 0            | 1 (10)       | 3 | 3              | 3         |           |           |           |           |  |  |        |        |        |        |        |
|  | 2            | Nantes Rezé MV             |              |                            |              |              |              |   |                | 3         |           |           |           |           |  |  |        |        |        |        |        |
|  | 7            | Arago de Sète              | 2            | 1                          | 0            |              |              |   |                |           |           |           |           |           |  |  |        |        |        |        |        |
|  | 7            | Arago de Sète              | 2            | 1                          | 0            |              |              | 2 | Nantes Rezé MV | 3         | 0         | 0         |           |           |  |  |        |        |        |        |        |
|  |              |                            |              |                            |              |              |              | 2 | Nantes Rezé MV | 3         | 0         | 0         |           |           |  |  |        |        |        |        |        |
|  |              |                            | 3            | Chaumont VB 52 Haute-Marne | 0            | 3            | 3            |   |                |           |           |           |           |           |  |  |        |        |        |        |        |
|  | 3            | Chaumont VB 52 Haute-Marne | 3            | Chaumont VB 52 Haute-Marne | 0            | 3            | 3            | 3 | 3              | 1         | 0         | 3         |           |           |  |  |        |        |        |        |        |
|  | 3            | Chaumont VB 52 Haute-Marne |              |                            |              |              |              |   |                | 1         | 0         | 3         |           |           |  |  |        |        |        |        |        |
|  | 6            | Saint-Nazaire VBA          | 0            | 1                          | 3            | 3            | 2            |   |                |           |           |           |           |           |  |  |        |        |        |        |        |
|  | 6            | Saint-Nazaire VBA          | 0            | 1                          | 3            | 3            | 2            |   |                |           |           |           |           |           |  |  |        |        |        |        |        |

### Ćwierćfinały
(do trzech zwycięstw)
| Data                           | Godz.                          | Gospodarz                      | Rezultat                                | Gość                       | Widzów                 | MVP                    |
| ------------------------------ | ------------------------------ | ------------------------------ | --------------------------------------- | -------------------------- | ---------------------- | ---------------------- |
| Tours VB (1)                   | Tours VB (1)                   | Tours VB (1)                   | 3 – 0                                   | (8) Montpellier HSC VB     | (8) Montpellier HSC VB | (8) Montpellier HSC VB |
| 08.04.2023                     | 20:00                          | Tours VB                       | 3:1 (25:20, 20:25, 25:21, 29:27)        | Montpellier HSC VB         | 2934                   | Željko Ćorić           |
| 10.04.2023                     | 18:00                          | Tours VB                       | 3:0 (27:25, 25:19, 25:14)               | Montpellier HSC VB         | 2734                   | Luciano Palonsky       |
| 14.04.2023                     | 20:00                          | Montpellier HSC VB             | 1:3 (26:24, 26:28, 22:25, 22:25)        | Tours VB                   | 1381                   | Benjamin Diez          |
| Narbonne Volley (4)            | Narbonne Volley (4)            | Narbonne Volley (4)            | 2 – 3                                   | (5) Tourcoing LM           | (5) Tourcoing LM       | (5) Tourcoing LM       |
| 08.04.2023                     | 20:00                          | Narbonne Volley                | 3:1 (22:25, 25:21, 25:17, 25:19)        | Tourcoing LM               | 1397                   | Jordi Ramón            |
| 10.04.2023                     | 18:00                          | Narbonne Volley                | 0:3 (15:25, 20:25, 23:25)               | Tourcoing LM               | 1248                   | Renan Buiatti          |
| 14.04.2023                     | 20:00                          | Tourcoing LM                   | 3:2 (25:18, 26:24, 21:25, 24:26, 15:10) | Narbonne Volley            | 1872                   | Ryley Barnes           |
| 16.04.2023                     | 19:00                          | Tourcoing LM                   | 2:3 (23:25, 25:23, 25:21, 22:25, 10:15) | Narbonne Volley            | 2035                   | Willner Rivas          |
| 19.04.2023                     | 20:00                          | Narbonne Volley                | 1:3 (23:25, 21:25, 29:27, 22:25)        | Tourcoing LM               | 1713                   | Moritz Reichert        |
| Nantes Rezé MV (2)             | Nantes Rezé MV (2)             | Nantes Rezé MV (2)             | 3 – 0                                   | (7) Arago de Sète          | (7) Arago de Sète      | (7) Arago de Sète      |
| 08.04.2023                     | 20:00                          | Nantes Rezé MV                 | 3:2 (27:29, 27:29, 25:21, 25:18, 15:10) | Arago de Sète              | 2244                   | Chizoba Neves Atu      |
| 10.04.2023                     | 18:00                          | Nantes Rezé MV                 | 3:1 (25:23, 21:25, 25:19, 25:19)        | Arago de Sète              | 2141                   | Thibaut Thoral         |
| 14.04.2023                     | 20:00                          | Arago de Sète                  | 0:3 (18:25, 20:25, 17:25)               | Nantes Rezé MV             | 900                    | Franco Massimino       |
| Chaumont VB 52 Haute-Marne (3) | Chaumont VB 52 Haute-Marne (3) | Chaumont VB 52 Haute-Marne (3) | 3 – 2                                   | (6) Saint-Nazaire VBA      | (6) Saint-Nazaire VBA  | (6) Saint-Nazaire VBA  |
| 08.04.2023                     | 20:00                          | Chaumont VB 52 Haute-Marne     | 3:0 (25:23, 25:22, 25:21)               | Saint-Nazaire VBA          | 1593                   | Raphaël Corre          |
| 10.04.2023                     | 18:00                          | Chaumont VB 52 Haute-Marne     | 3:1 (25:22, 21:25, 25:18, 25:22)        | Saint-Nazaire VBA          | 1546                   | Nathan Wounembaina     |
| 14.04.2023                     | 20:00                          | Saint-Nazaire VBA              | 3:1 (25:17, 21:25, 33:31, 25:22)        | Chaumont VB 52 Haute-Marne | 1250                   | Kyle Ensing            |
| 16.04.2023                     | 19:00                          | Saint-Nazaire VBA              | 3:0 (25:21, 25:21, 25:23)               | Chaumont VB 52 Haute-Marne | 1410                   | Lourenço Martins       |
| 19.04.2023                     | 20:00                          | Chaumont VB 52 Haute-Marne     | 3:2 (25:23, 23:25, 22:25, 25:17, 15:9)  | Saint-Nazaire VBA          | 1749                   | Patrik Indra           |

### Półfinały
(do dwóch zwycięstw)
| Data               | Godz.              | Gospodarz                  | Rezultat                                | Gość                           | Widzów                         | MVP                            |
| ------------------ | ------------------ | -------------------------- | --------------------------------------- | ------------------------------ | ------------------------------ | ------------------------------ |
| Tours VB (1)       | Tours VB (1)       | Tours VB (1)               | 2 – 0                                   | (5) Tourcoing LM               | (5) Tourcoing LM               | (5) Tourcoing LM               |
| 23.04.2023         | 18:00              | Tours VB                   | 3:2 (25:22, 25:22, 21:25, 25:27, 15:12) | Tourcoing LM                   | 3159                           | Luciano Palonsky               |
| 26.04.2023         | 20:00              | Tourcoing LM               | 1:3 (19:25, 25:23, 20:25, 22:25)        | Tours VB                       | 2650                           | Željko Ćorić                   |
| Nantes Rezé MV (2) | Nantes Rezé MV (2) | Nantes Rezé MV (2)         | 1 – 2                                   | (3) Chaumont VB 52 Haute-Marne | (3) Chaumont VB 52 Haute-Marne | (3) Chaumont VB 52 Haute-Marne |
| 23.04.2023         | 18:00              | Nantes Rezé MV             | 3:0 (25:21, 25:19, 25:23)               | Chaumont VB 52 Haute-Marne     | 2024                           | Thibaut Thoral                 |
| 26.04.2023         | 20:00              | Chaumont VB 52 Haute-Marne | 3:0 (25:22, 25:20, 25:21)               | Nantes Rezé MV                 | 2058                           | Nathan Wounembaina             |
| 29.04.2023         | 19:00              | Nantes Rezé MV             | 0:3 (21:25, 19:25, 21:25)               | Chaumont VB 52 Haute-Marne     | 2065                           | Raphaël Corre                  |

### Finały
(dwumecz)
| Data         | Godz.        | Gospodarz                  | Rezultat                  | Gość                           | Widzów                         | MVP                            |
| ------------ | ------------ | -------------------------- | ------------------------- | ------------------------------ | ------------------------------ | ------------------------------ |
| Tours VB (1) | Tours VB (1) | Tours VB (1)               | 1 – 1                     | (3) Chaumont VB 52 Haute-Marne | (3) Chaumont VB 52 Haute-Marne | (3) Chaumont VB 52 Haute-Marne |
| 06.05.2023   | 20:00        | Chaumont VB 52 Haute-Marne | 3:0 (25:20, 28:26, 25:17) | Tours VB                       | 2006                           | Patrik Indra                   |
| 13.05.2023   | 20:00        | Tours VB                   | 3:0 (25:16, 25:16, 27:25) | Chaumont VB 52 Haute-Marne     | 3252                           | João Rafael Ferreira           |
| —            | —            | Tours VB                   | złoty set: 15:10          | Chaumont VB 52 Haute-Marne     | —                              | —                              |

## Faza play-off o 5. miejsce w europejskich pucharach

### Mini-turniej

#### Tabela wyników
| Gospodarz \ Gość1       | NAR | SNZ | SÈT | MTP | PAR | POI |
| ----------------------- | --- | --- | --- | --- | --- | --- |
| Narbonne Volley         | -   | 0:3 | 3:2 | 1:3 | -   | -   |
| Saint-Nazaire VBA       | -   | -   | 3:2 | 3:0 | 3:1 | -   |
| Arago de Sète           | -   | -   | -   | 3:1 | 3:0 | 3:0 |
| Montpellier HSC VB      | -   | -   | -   | -   | 0:3 | 3:0 |
| Paris Volley            | 3:0 | -   | -   | -   | -   | 3:0 |
| Stade Poitevin Poitiers | 3:0 | 3:0 | -   | -   | -   | -   |

Źródło: LNV – Data Project (fr.)
1 Drużyna gospodarzy jest wymieniona po lewej stronie tabeli.
Kolory:
  zwycięstwo gospodarzy 3:0 lub 3:1
  zwycięstwo gospodarzy 3:2
  zwycięstwo gości 3:0 lub 3:1
  zwycięstwo gości 3:2

#### Terminarz i wyniki spotkań
| Data       | Godz. | Gospodarz               | Rezultat                                | Gość                    | Widzów | MVP                |
| ---------- | ----- | ----------------------- | --------------------------------------- | ----------------------- | ------ | ------------------ |
| 1. KOLEJKA |       |                         |                                         |                         |        |                    |
| 22.04.2023 | 18:00 | Paris Volley            | 3:0 (25:23, 25:14, 25:19)               | Stade Poitevin Poitiers | 417    | Baptiste Focard    |
| 22.04.2023 | 20:00 | Narbonne Volley         | 3:2 (16:25, 25:21, 23:25, 25:21, 15:11) | Arago de Sète           | 766    | Julien Faganas     |
| 22.04.2023 | 20:00 | Saint-Nazaire VBA       | 3:0 (25:22, 25:21, 25:14)               | Montpellier HSC VB      | 720    | Brendan Gouessant  |
| 2. KOLEJKA |       |                         |                                         |                         |        |                    |
| 25.04.2023 | 19:30 | Arago de Sète           | 3:0 (25:20, 25:18, 25:18)               | Paris Volley            | 548    | Hugo Fouillade     |
| 25.04.2023 | 20:00 | Narbonne Volley         | 1:3 (23:25, 22:25, 25:23, 24:26)        | Montpellier HSC VB      | 987    | Alexandre Gabin    |
| 25.04.2023 | 20:00 | Stade Poitevin Poitiers | 3:0 (25:15, 25:20, 25:22)               | Saint-Nazaire VBA       | 1115   | Youssef Hamdy Awad |
| 3. KOLEJKA |       |                         |                                         |                         |        |                    |
| 28.04.2023 | 20:00 | Montpellier HSC VB      | 3:0 (25:14, 25:23, 25:21)               | Stade Poitevin Poitiers | 868    | Audric Taramini    |
| 28.04.2023 | 20:00 | Saint-Nazaire VBA       | 3:2 (25:19, 26:28, 34:32, 20:25, 15:11) | Arago de Sète           | 648    | Marino Marelić     |
| 28.04.2023 | 20:00 | Paris Volley            | 3:0 (25:22, 25:11, 25:20)               | Narbonne Volley         | 255    | Dimitri Renaud     |
| 4. KOLEJKA |       |                         |                                         |                         |        |                    |
| 01.05.2023 | 17:00 | Saint-Nazaire VBA       | 3:1 (25:16, 25:17, 23:25, 25:17)        | Paris Volley            | 823    | Quinn Isaacson     |
| 01.05.2023 | 17:00 | Stade Poitevin Poitiers | 3:0 (25:17, 25:16, 25:20)               | Narbonne Volley         | 1109   | Łukasz Kozub       |
| 01.05.2023 | 17:00 | Arago de Sète           | 3:1 (25:23, 25:27, 25:21, 25:20)        | Montpellier HSC VB      | 614    | Maximiliano Gauna  |
| 5. KOLEJKA |       |                         |                                         |                         |        |                    |
| 04.05.2023 | 19:30 | Arago de Sète           | 3:0 (25:17, 25:21, 25:13)               | Stade Poitevin Poitiers | 496    | Matthieu Garcia    |
| 04.05.2023 | 20:00 | Montpellier HSC VB      | 0:3 (23:25, 22:25, 13:25)               | Paris Volley            | 682    | Joachim Panou      |
| 04.05.2023 | 20:00 | Narbonne Volley         | 0:3 (21:25, 15:25, 20:25)               | Saint-Nazaire VBA       | 711    | Álvaro Rubio       |

#### Tabela
| Lp. | Drużyna                 | Pkt | Mecze | Mecze | Mecze | Rodzaj wyniku | Rodzaj wyniku | Rodzaj wyniku | Rodzaj wyniku | Rodzaj wyniku | Rodzaj wyniku | Sety | Sety | Sety  | Małe punkty | Małe punkty | Małe punkty |
| Lp. | Drużyna                 | Pkt | M     | W     | P     | 3:0           | 3:1           | 3:2           | 2:3           | 1:3           | 0:3           | wyg. | prz. | stos. | zdob.       | str.        | stos.       |
| --- | ----------------------- | --- | ----- | ----- | ----- | ------------- | ------------- | ------------- | ------------- | ------------- | ------------- | ---- | ---- | ----- | ----------- | ----------- | ----------- |
| 1   | Saint-Nazaire VBA       | 11  | 5     | 4     | 1     | 2             | 1             | 1             | 0             | 0             | 1             | 12   | 6    | 2     | 425         | 378         | 1.12        |
| 2   | Arago de Sète           | 11  | 5     | 3     | 2     | 2             | 1             | 0             | 2             | 0             | 0             | 13   | 7    | 1.86  | 468         | 422         | 1.11        |
| 3   | Paris Volley            | 9   | 5     | 3     | 2     | 3             | 0             | 0             | 0             | 1             | 1             | 10   | 6    | 1.67  | 356         | 340         | 1.05        |
| 4   | Montpellier HSC VB      | 6   | 5     | 2     | 3     | 1             | 1             | 0             | 0             | 1             | 2             | 7    | 10   | 0.7   | 380         | 402         | 0.95        |
| 5   | Stade Poitevin Poitiers | 6   | 5     | 2     | 3     | 2             | 0             | 0             | 0             | 0             | 3             | 6    | 9    | 0.67  | 315         | 335         | 0.94        |
| 6   | Narbonne Volley         | 2   | 5     | 1     | 4     | 0             | 0             | 1             | 0             | 1             | 3             | 4    | 14   | 0.29  | 360         | 427         | 0.84        |

Źródło: LNV – Data Project
Punktacja: 3:0 i 3:1 – 3 pkt; 3:2 – 2 pkt; 2:3 – 1 pkt; 1:3 i 0:3 – 0 pkt
Zasady ustalania kolejności: 1. liczba punktów; 2. mniejsza liczba dyscyplinarnie odjętych punktów; 3. liczba zwycięstw; 4. stosunek setów; 5. stosunek małych punktów; 6. bilans w bezpośrednich meczach
     awans do półfinału

### Półfinały
| Data       | Godz. | Gospodarz         | Rezultat                  | Gość               | Widzów | MVP         |
| ---------- | ----- | ----------------- | ------------------------- | ------------------ | ------ | ----------- |
| 09.05.2023 | 20:00 | Saint-Nazaire VBA | 3:0 (25:18, 25:23, 25:16) | Montpellier HSC VB | 782    | Kyle Ensing |
| 09.05.2023 | 19:30 | Arago de Sète     | 3:0 (25:21, 25:16, 25:21) | Paris Volley       | 402    | Cheikh Diop |

### Finał
| Data       | Godz. | Gospodarz         | Rezultat                  | Gość          | Widzów | MVP            |
| ---------- | ----- | ----------------- | ------------------------- | ------------- | ------ | -------------- |
| 13.05.2023 | 17:00 | Saint-Nazaire VBA | 3:0 (26:24, 25:23, 25:21) | Arago de Sète | 1304   | Quinn Isaacson |

## Klasyfikacja końcowa
| Lp. | Drużyna                      |
| --- | ---------------------------- |
| 1.  | Tours VB                     |
| 2.  | Nantes Rezé MV               |
| 3.  | Chaumont VB 52 Haute-Marne   |
| 4.  | Narbonne Volley              |
| 5.  | Tourcoing LM                 |
| 6.  | Saint-Nazaire VBA            |
| 7.  | Arago de Sète                |
| 8.  | Montpellier HSC VB           |
| 9.  | Paris Volley                 |
| 10. | Stade Poitevin Poitiers      |
| 11. | Spacer’s de Toulouse         |
| 12. | Plessis Robinson Volley Ball |
| 13. | Nice VB                      |
| 14. | Cambrai Volley               |

     spadek do Ligue B